# Catedral de la Santa Cruz (Boston)
La catedral de la Santa Cruz es la iglesia madre de la arquidiócesis de Boston y la iglesia más grande de Nueva Inglaterra.
La catedral fue diseñada por Patrick Keely, un arquitecto eclesiástico del siglo XIX. La catedral está construida en el estilo del renacimiento gótico de Roxbury puddingstone, con piedra caliza gris. Cuando se terminó la construcción, la catedral rivalizaba a la Antigua Iglesia del Sur y la Iglesia Trinidad, ya que indicaba el surgimiento de la iglesia católica en una ciudad y estado mayoritariamente protestante.
La catedral está ubicada en el vecindario South End. A pesar de que el South End fue inicialmente desarrollada la comunidad emergente anglosajona protestante de Boston, el barrio empezó una transición con nuevos inmigrantes, especialmente irlandeses.

## Historia
"En 1860, el Obispo Fitzpatrick reconoció que la iglesia en Boston había superado la antigua Catedral en la Calle Franklin, Sin embargo, la Guerra Civil interrumpió los planes de la nueva Catedral. El Obispo Fitzpatrick murió en 1866, y el obispo Williams se hizo cargo de la planificación del proyecto de la catedral. La construcción de la catedral iniciaron el 29 de abril de 1866. Los ritos de dedicación se realizaron el 8 de diciembre de 1875 por el arzobispo John J. Williams, el primer arzobispo de Boston." La catedral tiene un órgano construido en 1875 por la empresa E. and G.G. Hook & Hastings, el órgano más grande fabricada por esta empresa. Es considerado como uno de los mejores de su tipo en el país.
El 1 de octubre de 1979, el papa Juan Pablo II celebró una oración de 38 minutos para 2000 sacerdotes en la catedral.

## Centros educativos que toman su nombre del templo
- La Escuela Secundaria Catedral. Una escuela secundaria católica de Boston.
- College of the Holy Cross. Una universidad Jesuita de Worcester (Massachusetts).